# Conferencia de paz de Ginebra (1973)
En diciembre de 1973 se convocó la Conferencia Internacional de Paz bajo el pedido de las Naciones Unidas y la presidencia de los Estados Unidos y de la Unión Soviética. En la Conferencia estuvieron representados Egipto, Israel y Jordania, pero Siria se negó a participar.  Pero después de tres sesiones, la Conferencia se suspendió indefinidamente. Aunque se acordó que proseguiría la labor a través del Grupo de Trabajo Militar. El Grupo de Trabajo tuvo un papel muy importante en la concertación de acuerdos sobre la separación de fuerzas entre Egipto e Israel en enero de 1974 y octubre de 1975. El Grupo también participó en la concertación de un acuerdo de separación Entre Siria e Israel en 1974. Esos acuerdos se realizaron con la asistencia de las fuerzas de mantenimiento de la paz de las Naciones Unidas: la FENU II en el sector egipcio-israelí. Entre 1974 y 1977 se hizo lo posible para promover la reanudación del proceso de negociación. El Consejo de Seguridad] pidió reiteradamente a las partes que aplicasen la resolución 338 (1973). La Asamblea General hizo varios llamamientos a los efectos de que se reanudara la Conferencia de Paz en Ginebra. A principios de 1977, y después de visitar el Oriente Medio, el Secretario General informó al Consejo de Seguridad de que las diferencias entre las partes eran tan grandes que impedían llegar a un acuerdo para reanudar la Conferencia.  El problema principal era que Israel se negaba a participar porque en la Conferencia también iban a estar presentes la Organización para la Liberación de Palestina (OLP)

## Proceso de Paz
Debido a la Guerra de Yom Kipur, (también conocida como Guerra del Ramadán o Guerra de Octubre) el Secretario General de la ONU, Kurt Waldheim,  hizo una propuesta para que se acordara, por unanimidad del Consejo de Seguridad, el envío a la zona de conflicto de fuerzas de interposición de países que no hubiesen intervenido directa o indirectamente en el conflicto y tuviesen buenas relaciones con los países que estaban en disputa. Así se fue como acordó que la expedición de paz estuviese formada por miembros de los ejércitos de Austria, Finlandia y Suecia. El acuerdo de alto el fuego entre Israel y Egipto se firmó el 11 de noviembre en el kilómetro 101 de la carretera que unía Suez y El Cairo.
En el acuerdo se acordaron:
- las fórmulas de intercambio de prisioneros ,

- el suministro de alimentos,

- el combustible al Tercer ejército.

La Conferencia de Paz que auspiciaba Estados Unidos en Ginebra fue un completo fracaso al no asistir Siria ni estar invitada la Organización para la Liberación de Palestina. Sin embargo el 21 de diciembre se inició una sesión con la asistencia de Jordania, Estados Unidos y la URSS. Al poco tiempo de iniciarse, y con las declaraciones iniciales, se dio por pospuesta sine die. Que quiere decir que quedó sin un plazo, y sin una fecha prevista.  De todas formas Egipto e Israel mantuvieron negociaciones secretas que dieron fruto el 18 de enero de 1974 con la separación de ambos ejércitos. Hasta ese momento estuvieron fijos en las posiciones del 27 de octubre anterior. El acuerdo estableció la salida del ejército israelí de la zona occidental del Canal de Suez y la creación de una línea de separación de 11 kilómetros en la que se desplegaría la fuerza de las Naciones Unidas, limitándose el número de tropas de ambos bandos y la capacidad de la ONU para inspeccionar el cumplimiento de los acuerdos.  Finalmente las negociaciones sirio-israelíes culminaron el 31 de mayo. Israel se retiraba de la zona este que estaba ocupada por los Altos del Golán durante el conflicto.  Incluso las posiciones del dieron alto el fuego en 1967.  Así fue como se producía un confuso intercambio de prisioneros que aún se cuestiona por la parte israelí. Hecho que produjo que las fuerzas de la ONU tuvieran que involucrarse para intervenir. 

### Acuerdos
Los acuerdos de Camp David en septiembre de 1978 consistieron en negociaciones directas que se plasmaron en la concertación de dos acuerdos para alcanzar la paz. Estados Unidos accionó como intermediario para que Egipto e Israel lograran negociar. Aunque la mayoría de los Estados árabes y de la OLP se oponían, los acuerdos dieron lugar, finalmente, a la firma de un tratado de paz entre los dos países en marzo de 1979.  Esto se dio debido a la visita del Presidente de Egipto, Anwar al-Sadat,   a Jerusalén en noviembre de 1977. Su llegada hizo que cambiara la situación del Oriente Medio. Gracias al tratado, las fuerzas israelíes se retiraron del Sinaí en abril de 1982. Luego el 1° de septiembre del mismo año, a raíz de la invasión israelí del Líbano y de la evacuación de los combatientes de la OLP de Beirut, el Presidente Ronald Reagan, de los Estados Unidos, pidió la autonomía de los palestinos de los territorios ocupados. En asociación con Jordania, el mandatario dijo que esa asociación era lo mejor para lograr una “paz justa y duradera”. Reagan también pidió que no se realizaran más asentamientos israelíes. Su iniciativa de paz se basaba en la fórmula “tierra a cambio de paz” de las resoluciones 242 (1967) y 338 (1973) del Consejo de Seguridad.  En ese mismo mes, la 12a. Conferencia Árabe en la Cumbre de la Liga de los Estados Árabes, celebrada en Fez (Marruecos), aprobó una declaración. 
Tal Declaración pedía que: 
1. los asentamientos israelíes se retiraran de los territorios ocupados en 1967,
2. la reafirmación del derecho del pueblo palestino a la libre determinación,
3. el establecimiento de un Estado palestino independiente después de un período de transición, bajo el control de las Naciones Unidas.
4. Además se pedía que el Consejo de Seguridad garantizase la paz entre todos los Estados de la región,   inclusive el Estado palestino independiente.

Al año siguiente, en la misma fecha, la Asamblea General hizo suyo el plan de paz árabe. 

## Resoluciones

### Resolución 242
1. Exige a Israel una retirada de todos los territorios ocupados en la guerra,
2. llama al mutuo reconocimiento de los Estados judío y árabe,
3. declara la necesidad de garantizar la libre navegación sobre aguas internacionales en la zona y la justa resolución1 del problema de los refugiados,
4. Llama al respeto del derecho a existir dentro de fronteras seguras e internacionalmente reconocidas Esto último fue reconocido formalmente por la OLP en 1988, pero no por Hamás (fuerza electoralmente mayoritaria en la actualidad) ni por otras organizaciones palestinas. De todas formas no han sido respetados en la práctica pese a los diferentes acuerdos. Israel, por su parte, sólo ha completado la retirada de la Franja de Gaza, manteniéndose aún en Cisjordania.
5. sin limitar su extensión a los refugiados palestinos solamente, aunque los refugiados judíos nunca han sido tenidos en cuenta como tales por la ONU.

### Resolución 338
El Consejo de Seguridad pedía que:
1. Insta a todas las partes en la presente lucha a que cesen el fuego y pongan fin a toda actividad militar inmediatamente, a más tardar 12 horas después del momento de la aprobación de esta decisión, en las posiciones que ahora ocupan.
2. Insta a las partes interesadas a que empiecen inmediatamente después de la cesación del fuego la aplicación de la Resolución 242 (1967) de 22 de noviembre de 1967 del Consejo de Seguridad en todas sus partes;
3. Decide que, inmediatamente y en forma simultánea con la cesación del fuego, se inicien negociaciones entre las partes interesadas, con los auspicios apropiados encaminados al establecimiento de una paz justa y duradera en el Oriente Próximo.

### Motivo de las Resoluciones
En noviembre de 1967 Naciones Unidas adoptó la resolución 242 por la que urgía a Israel a retirar su ejército de los territorios ocupados durante la Guerra de los Seis Días y a los países árabes a respetar y reconocer el derecho de Israel a vivir en paz en el interior de fronteras reconocidas internacionalmente. La OLP rechazó categóricamente la Resolución por considerar que "pisotea los derechos de dos millones de palestinos", y exigían que Israel cumpliese su parte y se retirase de los territorios conquistados, hecho que no fue dado y que marcaría el conflicto hasta la actualidad.
En los años siguientes a la guerra de 1967 se pasó a una guerra escondida conocida como guerra de Desgaste. Israel anexionó el municipio de Jerusalén e incentivó los asentamientos de judíos en los territorios ocupados. Egipto multiplicó su hostigamiento militar contra Israel, que culminaría en la guerra de Yom Kipur, e intensificó su apoyo a los grupos armados palestinos que, a partir de 1968 (y con el apoyo de Siria al FPLP), iniciaron una escalada terrorista internacional sin precedentes (secuestros, ataque y explosión de aviones comerciales, atentados contra embajadas y diplomáticos de Israel, ataques a intereses de la comunidad judía en todo el mundo, atentados contra instalaciones de gas y petroleras, etc. Esta escalada culminaría finalmente en la masacre de Múnich 

#### Guerras
- Guerra de Yom Kipur 1973

- Guerra de los Seis Días 1967

- Guerra de desgaste entre los años 1967 y 1970.

- Guerra del Sinaí 1958

- Guerra árabe-israelí de 1948